# Oxyurichthys cornutus
Oxyurichthys cornutus is een straalvinnige vissensoort uit de familie van grondels (Gobiidae). De wetenschappelijke naam van de soort is voor het eerst geldig gepubliceerd in 1918 door McCulloch & Waite.